# Pierre Prosper Gouffier de Boisy
Pierre Prosper Gouffier de Boisy (Marquès de Boisy, nascut a Saint-Rémy-en-Mauges a Anjou, 5 d'octubre, 1750 i mort 6 de gener, de 1794 a la Batalla de Noirmoutier, fou un oficial francès i, general de l'Exèrcit Catòlic i Reial.

## Biografia
Descendent d'una branca de la família Gouffier establerta a Baix-Poitou, Pierre-Prosper Gouffier, marquès de Boisy, senyor de Landebaudière i La Borderie-Sourdis, antic capità del Régiment de la Reine, vivia a La Gaubretière quan la revolta de La Vendée.
Esdevingut membre del Consell Superior de Vendée (juny de 1793) i general de l'Exèrcit Catòlic i Reial, va contribuir notablement, al capdavant de la cavalleria, a la victòria de Vihiers.
Amb una salut fràgil, va participar poc en els combats però va acollir el general Maurice D'Elbée, el seu amic, ferit durant la primera batalla de Fontenay-le-Comte, al seu castell de Landebaudière.
No volent abandonar-lo, el va acompanyar a Noirmoutier, aleshores en mans dels reialistes. Quan aquesta illa va ser ocupada pels exèrcits republicans, va ser jutjat i condemnat per un tribunal militar, i afusellat al costat de Maurice d'Elbée, Pierre Duhoux d'Hauterive i l'oficial republicà Jean-Conrad Wieland, antic comandant de la guarnició de Noirmoutier.

## Matrimoni i descendència
Del seu matrimoni amb Suzanne Pépin de Belle-Isle, filla del cap d'esquadra Julien Pépin de Belle-Isle (1755-1814), celebrat el 16 d'abril de 1782 a l'església de Saint-Clément de Nantes, va tenir dues filles, Marie-Suzanne i Armande-Gabrielle, d'aquí un gran nombre de descendents.